# باشگاه فوتبال بیجینگ رن
باشگاه فوتبال بیجینگ رن (چینی: 北京人和; پین‌یین: Běijīng Rénhé) یک باشگاه فوتبال در شهر پکن در کشور چین می‌باشد که در سوپر لیگ فوتبال چین بازی می‌کند.این باشگاه در سال ۱۹۹۵ تأسیس شده‌است. این تیم در لیگ قهرمانان آسیا ۲۰۱۳ در مرحله گروهی در گروه هشتم (گروه H) قرار داشت، اما این تیم نتوانست امتیازات لازم را کسب نماید بنابراین با ۶ امتیاز پایین‌تر از تیم‌های کاشیوا ریسول و سنترال کوئست مارینرز قرار گرفت و از صعود به مرحله حذفی بازماند.